# Samuel Baláž
Samuel Baláž né le 25 août 1998 à Bratislava, est un kayakiste slovaque pratiquant la course en ligne.